# Françoise Stoop

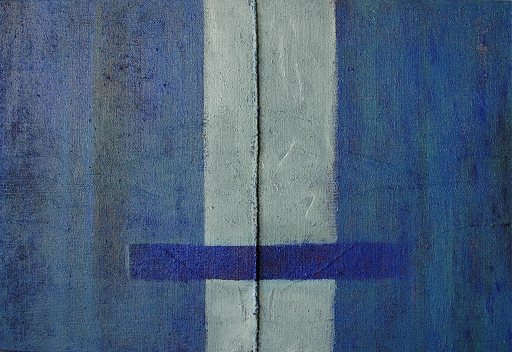
Jute 17 (2005, acryl op jute, 95 x 65 cm) door Françoise Stoop

Françoise Stoop (Utrecht, 19 september 1963) is een Nederlandse kunstschilderes en keramist.
Sommige van haar schilderijen vinden hun oorsprong in het landschap, in andere staan kleur en vorm op zichzelf.
In alle gevallen is gestreefd naar eenvoud in de compositie.
Horizontale en verticale lijnen en vlakken spelen daarbij een belangrijke rol.

## Materialen
Voor haar schilderkunst gebruikt Stoop als basis jute van aardappelzakken en zandzakken. Het jute wordt meestal niet opgespannen, zodat de schilderijen een driedimensionaal uiterlijk krijgen. 

## Exposities
| Locatie                      | Datum                               |
| ---------------------------- | ----------------------------------- |
| Kasteel het Nijenhuis, Heino | (8 september 2017 - 7 januari 2018) |
| Museum de Fundatie, Zwolle   | (5 september 2015 - 4 januari 2016) |
| Museum Belvedere, Heerenveen | (5 september 2015 - 4 januari 2016) |